# アルシャー盟
アルシャー盟（阿拉善盟、アルシャーめい、モンゴル語：ᠠᠯᠠᠱᠠᠠ
ᠠᠶᠧᠮᠠᠬ）は、中華人民共和国内モンゴル自治区の最西部に位置する盟。人口は希薄で、内モンゴル自治区では最少である。東北方言名はアラグシャー盟（[alagʃaː]）。アラシャン盟、アルシャ盟、アルシャン盟とも称される。
境内のバダインジャラン砂漠、トングリ砂漠と居延海砂漠は「アルシャー砂漠ユネスコ世界ジオパーク」に指定される。エチナ旗にある酒泉衛星発射センターとコトカケヤナギ（胡楊）の林が比較的有名。

## 行政区画
3旗を管轄する。
- 旗：
  - アルシャー左旗（阿拉善左旗）・アルシャー右旗（阿拉善右旗）・エジン旗（額済納旗）

| アルシャー盟の地図                                                          |
| --------------------------------------------------------------------------- |
| アルシャー左旗 アルシャー右旗 エジン旗 甘粛省酒泉市との境界未定地区である。 |

### 年表
この節の出典

#### モンゴル自治区
- 1954年6月19日 - 寧夏省磴口県・アルシャー旗自治区を編入。甘粛省モンゴル自治区が成立。(1県1旗)
  - アルシャー旗自治区が旗制施行し、アルシャー旗となる。
- 1955年11月21日 - モンゴル自治区がバヤンホト(巴音浩特)モンゴル族自治州に改称。

#### バヤンホト・モンゴル族自治州
- 1956年4月3日 - 甘粛省の分割により、内モンゴル自治区バヤンノール盟となる。

#### アルシャー盟
- 1979年12月12日 - バヤンノール盟アルシャー右旗・アルシャー左旗・エジン旗を編入。アルシャー盟が成立。(3旗)

## 歴史
住民は、清朝に対し、康熙年間に服属したアラシャー・ホショト、雍正年間に服属したエジナ旧トルグートなど、オイラト系の部族を起源とする。清朝の法制上は、外藩蒙古の外扎薩克四部落等処一百五十旗を構成する、「陝甘総督所属額済納旧土爾扈特扎薩克多羅貝勒一旗」および「駐箚寧夏理事司員所属阿拉善霍碩特扎薩克和碩親王一旗」に区分されていた。詳細は外藩蒙古参照。

## 交通

### 航空
- エジン旗桃来空港
- アルシャー左旗バヤンホト空港

### 鉄道
- 中国鉄路総公司
  - 臨策線
  - 平汝線
  - 干武線

### 道路
- 高速道路
  - 京新高速道路
  - 烏銀高速道路

## 観光地

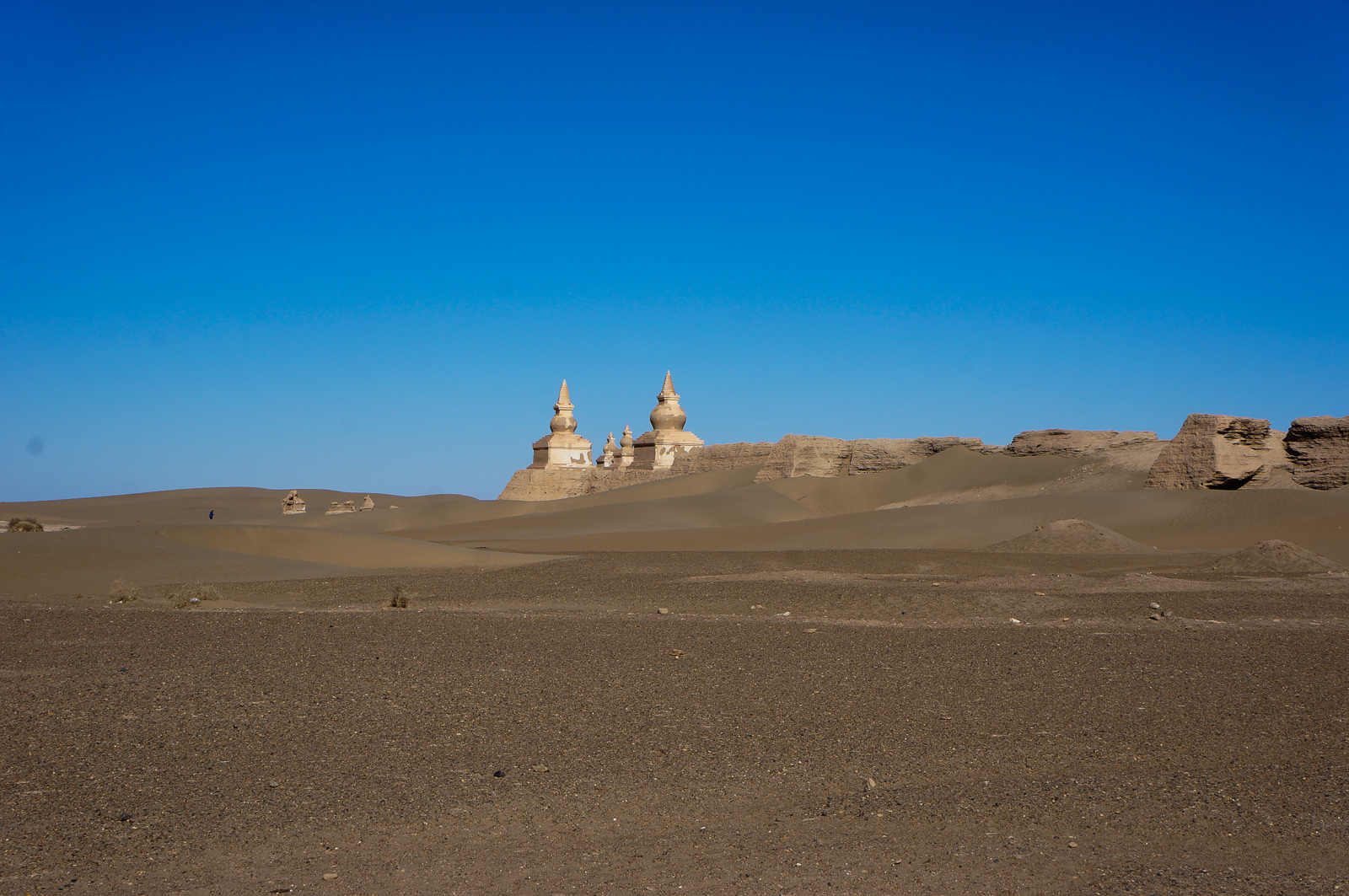
カラ・ホト遺跡

- カラ・ホト
- 廷福寺
- 広宗寺
- アラシャン王府
- 徳拉山岩画
- 賀蘭山岩画